# 巴西尼地区塞勒
巴西尼地区塞勒（法語：Celles-en-Bassigny，法語發音：[sɛl ɑ̃ basiɲi]）是法国上马恩省的一个市镇，属于朗格勒区。

## 地理
巴西尼地区塞勒（47°54'55"N, 5°32'33"E）面积8.92 平方千米，位于法国大東部大區上马恩省，该省份为法国东北部内陆省份，北起马恩省和默兹省，西接奥布省，西南接科多尔省，东南接上索恩省，东临孚日省。
与巴西尼地区塞勒接壤的市镇（或旧市镇、城区）包括：拉韦尔努瓦、巴西尼地区马西伊、朗索尼耶尔、阿芒斯河畔瓦雷讷、巴西尼地区昂迪伊。

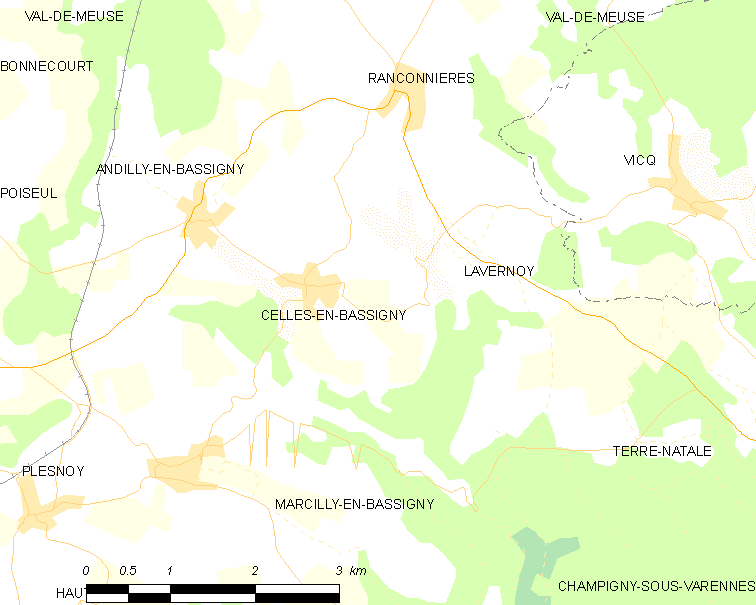
巴西尼地区塞勒的OSM定位图

巴西尼地区塞勒的时区为UTC+01:00、UTC+02:00（夏令时）。

## 行政
巴西尼地区塞勒的邮政编码为52360，INSEE市镇编码为52089。

## 政治
巴西尼地区塞勒所属的省级选区为波旁莱班县。

## 人口

1962-2008年间巴西尼地区塞勒人口变化图示

巴西尼地区塞勒于2022年1月1日时的人口数量为72人。